# 高家堡遗址
高家堡遗址，位于山西省临汾市翼城县隆化镇大河口村高家自然村北。
1987年8月20日，高家堡遗址公布为翼城县文物保护单位，古遗址类，时代为西周、东周。